# Whitecastle
Whitecastle är en community i Monmouthshire i Wales. Community är belägen 8 km från Monmouth. Det inkluderar Crossway, The Hendre, Llangattock-Vibon-Avel, Llantilio Crossenny, Llanvihangel-Ystern-Llewern, Maypole, Newcastle, Onen, Penrhos, Rockfield, St Maughans, St Maughans Green, Tal-y-coed, Treadam och Wernrheolydd. Communityn inrättades den 4 maj 2022 genom överföring av områden från Llanarth, Llantilio Crossenny, Llangattock-Vibon-Avel, Mitchel Troy och Monmouth. 